# Баб ер-Робб
Баб ер-Робб (араб. باب الرب) є одними з дев'ятнадцяти воріт Марракеша, Марокко, пам'ятка культурної спадщини. Побудовані в епоху Альмохадів, насамперед за панування халіфа Абу-Юсуфа Якуба аль-Мансура і розташовані на південь від міста, поблизу Баб Агнау, та ведуть до дороги, що у напрямку населених пунктів Амізміз і Асні.

## Походження назви
Робб ― з даммою на літеру ра ― алкогольний напій, який отримують переважно з ягід і інжиру. Його широко вживали з епохи Альмохадів, Маринідів і Саадитів. Щоб обмежити його поширення, деякі вчені видали фетву, яка забороняла його, тому його почали таємно продавати за межами міста біля цих воріт, і тоді ворота стали асоціюватися з назвою цього напою.